# Derviche

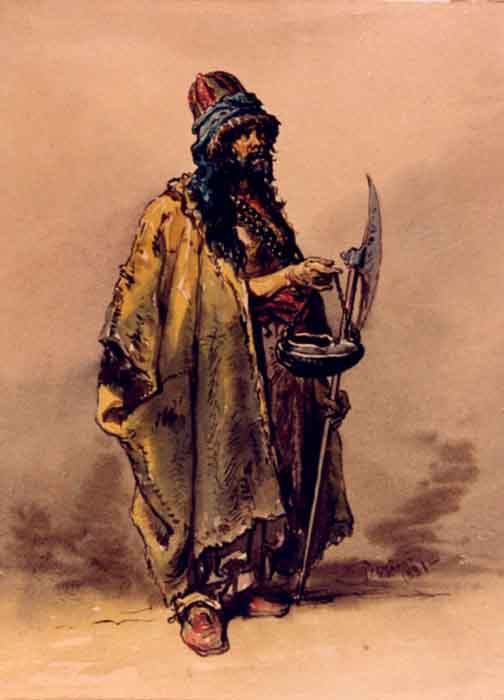
Un derviche turco, ca. 1860.

Derviche (del persa: درویش, darvīsh, «mendigo», de etimología incierta) es un miembro de una fraternidad religiosa musulmán sufí de carácter ascético o místico, que es conocida como tariqa. Dentro de las fraternidades sufíes, que se organizaron la primera vez en el siglo XII, impusieron un liderazgo y una disciplina que estaba prescrita a los postulados derviches a ayudar a su jeque, pero también se esperaba a que esa persona aprendiera la silsila.
Asimismo designa, en Irán y Turquía particularmente, a un religioso mendicante, que ha escogido o aceptado la pobreza, y que corresponde a lo que en árabe se llama faqīr. En Marruecos y Argelia se usa más comúnmente la palabra ijwān («hermanos») para designar a los miembros de una cofradía.
En la mayoría de las órdenes sufí, los derviches practican el dhikr a través de esfuerzos físicos o prácticas religiosas para lograr el trance extático para alcanzar a Dios. Su práctica más popular es la Sama, una ceremonia que se ha asociado con el místico del siglo XIII Rumi y que incluye cantos, instrumentos musicales, danza, poesía, vestimentas simbólicas y otros rituales. En el folclore y entre los seguidores del sufismo, se cree a menudo que los derviches tienen la habilidad de realizar milagros y se les atribuyen poderes sobrenaturales. Históricamente, el término derviche se ha usado también de manera más liberal para designar a varios movimientos políticos o entidades militares.

## Etimología
El término derviche proviene del francés derviche, este del turco derviş, y este del persa darvīsh o darviš 'pobre', 'místico errante'. Este término era habitual para denominar a los mendicantes ascéticos. 
Esta palabra también sirve para referirse a un temperamento imperturbable o ascético, es decir, para una actitud que es indiferente a los bienes materiales.

## Historia

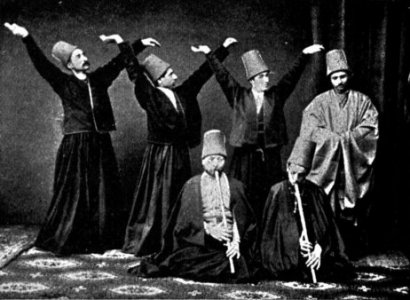
Ceremonia derviche, ca.1887.

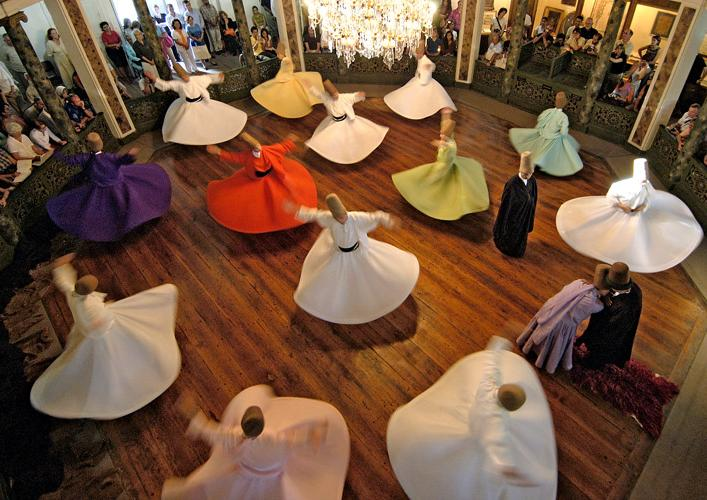
Mevlevíes o derviches giradores en Turquía.

La primera tariqa de la que se tiene constancia es la llamada Qadiriyya, creada en 1166 y fundada por Abd al-Qádir al-Yilani. Muchos derviches son los ascetas mendicantes que han tomado el voto de pobreza, a diferencia de los mullahs. La razón por la que piden dinero es para aprender a ser humildes, pero tienen prohibido pedir para su propio bien. Tienen que dar este dinero a otra gente pobre.
Hay también varios grupos de derviches, como los sufíes, que pertenecen a los místicos musulmanes con origen en algunos santos musulmanes y profesores como Ali Ibn Abi Talib y Abu Bakr as-Siddiq. Varias órdenes han aparecido y desaparecido a lo largo de los siglos, con su fundador, trajes característicos y rituales, que pueden ser la repetición de frases sagradas, la búsqueda de un estado de hipnotismo o las danzas giratorias. Estas están asociadas proverbialmente a la orden Mevleví de Turquía y usan la danza como medio de alcanzar el éxtasis religioso (majdhb o fana), aunque actualmente es más una atracción turística del país. El nombre Mevleví proviene de «Mevlana», tratamiento por respeto al poeta persa Rumi, un maestro (sheij) de derviches.
Otros grupos incluyen los Bektashi, conectados a los Jenízaros y a los Sanusíes, y son más ortodoxos en sus creencias.

## Usos políticos e históricos
Varios escritores occidentales a veces emplearon el término derviche para relacionarlo con, entre otros, el levantamiento de Muhammad Ahmad en Sudán, con Diiriye Guure y el conflicto de 1920 con las fuerzas británicas en Somalia o con otras rebeliones contra los potencias colonialistas.